# Meggat Water
Meggat Water ist ein Wasserlauf in Dumfries and Galloway, Schottland. Er entsteht aus dem Zusammenfluss von Cat Sike und Mirk Sike westlich des Ewesdown Fell. Er fließt in südlicher Richtung bis zu seiner Mündung in den River Esk südlich des Weilers Georgefield.